# Milford (Donegal)
Milford o Millford (en gaèlic irlandès Baile na nGallóglach) és una vila d'Irlanda, al comtat de Donegal, a la província de l'Ulster. Segons el cens de 2011 la població era de 1.530.

## Història i nom
Situada al nord de Letterkenny, la ciutat fou fundada en el segle xviii per la família Clement. El nom Baile na nGallóglach vol dir literalment "vila dels gallóglach". Els gallóglaigh (anglicitzat gallowglass) era una classe de guerrers d'elit mercenaris procedents dels clans nòrdic-gaèlics a Escòcia entre mitjans del segle xiii i finals del segle xvi. Una batalla entre els irlandesos (ajudats pels gallóglaigh) i els anglesos van tenir lloc en un turó en el townland i d'aquí li ve el nom.

## Serveis
La ciutat va tenir dos grans creadors d'ocupació a Milford Bakery & Flour Mills i McMahons garage, però ambdós van tancar fa temps. Ara hi ha una oficina de correus, 4 supermercats, un veterinari i 3 pubs. Milford també té un centre de salut, una biblioteca i una estació de bombers. Els llacs locals ofereixen pesca d'aigua dolça.
Milford es troba a la vora de quatre platges diferents: Portsalon, Rathmullan, Downings i Tramore. Com a vila alimentadora de Letterkenny, Milford és una vila tranquil·la i ben situada amb una població jove i bones escoles.
Milford és un centre per a l'educació a la comunitat. Inclou una escola nacional, Scoil Mhuire Milford, dues escoles secundàries, Loreto Community School i Mulroy College, i un centre d'adults.

## Personatges
El futbolista nord-irlandès i del Celtic F.C. Patsy Gallacher va néixer a Milford en 1891.